# اچ‌ام‌اس آریل (۱۹۱۱)
اچ‌ام‌اس آریل (۱۹۱۱) (به انگلیسی: HMS Ariel (1911)) یک کشتی بود که طول آن ۲۵۰ فوت (۷۶ متر) بود. این کشتی در سال ۱۹۱۱ ساخته شد.